# Outlander (livro)
Outlander (em Portugal: Nas Asas do Tempo / no Brasil: A Viajante do Tempo) é o primeiro livro de uma série de romances históricos (atualmente oito) escrita pela autora americana Diana Gabaldon. Publicado em 1991, concentra-se na enfermeira da época da Segunda Guerra Mundial, Claire Randall, que viaja pelo tempo até a Escócia do século XVIII e encontra aventura e romance com o elegante Jamie Fraser. Com 25 milhões de cópias vendidas, Outlander é uma das séries de livros mais vendidas de todos os tempos. Outlander ganhou o prêmio RITA de Melhor Roteiro Romântico dos Escritores da América de 1991. Uma adaptação televisiva chamada Outlander estreou no canal Starz nos EUA em 9 de agosto de 2014.

## Enredo
Em 1946, depois de trabalharem separados durante a Segunda Guerra Mundial, a ex-enfermeira do Exército Britânico Claire Randall e seu marido Frank Randall, professor de história, foram em uma segunda lua de mel para Inverness, na Escócia. Frank realiza pesquisas sobre a história da família e Claire vai colher plantas perto de pedras na colina de Craigh na Dun. Investigando um zumbido perto das pedras, ela toca uma dessas pedras e desmaia; ao acordar, ela encontra o ancestral de Frank, o capitão Jack Randall. Antes que o capitão Randall possa atacá-la, ele é deixado inconsciente por um homem das montanhas que leva Claire para seus homens do clã. Enquanto os escoceses vêem inexplicavelmente o camarada ferido Jamie, Claire usa sua habilidade médica para consertar o ombro deslocado de Jamie. Os homens se identificam como membros do clã MacKenzie, e Claire finalmente conclui que ela viajou para o passado. Ela se representa como uma viúva inglesa que viajava para a França para ver sua família. Os escoceses não acreditam nela e a levam para Castle Leoch, onde Claire procura uma maneira de voltar ao seu tempo.
Os habitantes das montanhas de 1743 vêem Claire como uma "Sassenach", ou "Outlander", ignorante da cultura gaélica. Suas habilidades médicas acabam ganhando respeito; mas o chefe do clã, Colum MacKenzie, suspeita que ela seja uma espiã inglesa. Colum a envia com seu irmão, Dougal, para arrendar aluguéis; no caminho, ele também solicita doações para os jacobitas, supervisionados por Ned Gowan, advogado de Edimburgo que trabalha para o clã.
Quando se encontram novamente por acaso, o capitão Randall diz a Dougal para trazer Claire a ele para um interrogatório. Há suspeita de que ela seja uma espiã inglesa. Para manter Claire longe de Randall, Dougal a casa com Jamie, o que a torna uma cidadã escocesa. Dividida entre seu apego a Jamie e o pensamento de Frank, Claire tenta retornar a Craigh na Dun. No entanto, ela é capturada pelos homens de Randall, exigindo que Jamie a resgate. Ao retornar a Castle Leoch, Claire continua atuando como curadora oficial e faz amizade com Geillis Duncan, esposa de um funcionário local, que compartilha um conhecimento de medicina. Eventualmente, Claire e Geillis são acusadas de bruxaria enquanto Jamie está fora, mas Jamie retorna a tempo de salvar Claire da fogueira. Enquanto estava presa com Geillis, Claire descobre que Geillis faz parte da trama para restaurar o rei James ao trono escocês junto com Dougal e que ela também está grávida de seu filho. Pouco antes da fuga, Claire percebe que Geillis é do futuro também, quando vê uma cicatriz de vacina contra varíola em seu braço. Geillis também vê a cicatriz de Claire.
Claire conta a Jamie sua verdadeira história, e ele a leva para Craigh na Dun. Quando ele lhe oferece a chance de ficar ou ir, ela decide ficar. Jamie a leva para sua casa em Lallybroch, onde eles conhecem a irmã de Jamie, Jenny e seu marido, Ian. Embora Jamie ainda seja um fugitivo dos britânicos, ele recupera sua posição como Lord de Lallybroch, até que um de seus inquilinos o trai e ele é levado para a prisão de Wentworth. Claire e os homens do clã MacKenzie tentam resgatá-lo, mas eles falham, e Claire é capturada por Randall, que ameaça violá-la. Jamie se oferece no lugar de Claire, e Randall liberta Claire para a floresta. Claire diz a Randall que ela é uma bruxa e diz a ele o dia exato de sua morte, que ela conhece da história da família de Frank. Depois disso, Claire faz amizade com Sir Marcus MacRannoch, um ex-pretendente da mãe de Jamie. Enquanto os homens de MacRannoch distraem os guardas de Wentworth, os homens do clã dirigem um rebanho de gado pelos corredores subterrâneos, pisoteando um homem. Eles resgatam Jamie, que foi agredido fisicamente e sexualmente por Randall, e o levam para a fortaleza de MacRannoch, onde Claire cuida das feridas de Jamie. Assim que Jamie se recupera, eles e o padrinho de Jamie, Murtagh, fogem para o mosteiro de Santa Ana de Beaupre na França, onde outro tio de Jamie está. Quando ela e Jamie chegam numa abadia, Claire revela que está grávida.

## Personagens principais
- Claire Beauchamp Randall Fraser: Uma ex-enfermeira de combate calorosa, prática e independente que, sem explicação, viaja no tempo para as Terras Altas da Escócia em meados do século XVIII. Embora casada com Frank Randall no século XX, ela se apaixona por Jamie Fraser no século XVIII. Uma médica natural talentosa e uma botânica amadora, Claire é filha única e órfã, criada por seu tio arqueólogo.
- James "Jamie" MacKenzie Fraser (também conhecido como Jamie MacTavish): Um jovem ruivo escocês com um passado complicado e um senso de humor desarmante. Jamie é inteligente, de princípios e, pelos padrões do século XVIII, educado e mundano. Ele aprende idiomas com muita facilidade e, após um conflito inicial, se apaixona pela misteriosa Claire. Embora ele nem sempre saiba o que ela está fazendo, Jamie geralmente confia em Claire.
- Frank Wolverton Randall: marido de Claire no século XX e professor de história com profundo interesse em sua genealogia e herança. Ele trabalhou para o MI6 durante a Segunda Guerra Mundial como agente de inteligência.
- Jonathan Randall (também conhecido como "Black Jack" Randall): O principal vilão da história e o ancestral de Frank Randall, um oficial do exército britânico. Segundo Jamie, o "preto" se refere à cor de sua alma. Jack se assemelha fisicamente ao seu descendente Frank, mas tem uma obsessão sexual sádica por Jamie.
- Callum (Colum) MacKenzie: Chefe do clã MacKenzie e tio materno de Jamie, que protege Jamie e Claire dos ingleses. Ele sofre da síndrome de Toulouse-Lautrec.
- Dougal MacKenzie: O irmão jacobita mais novo de Callum, que lidera o clã em batalha porque seu irmão mais velho não consegue. Há indícios de que ele possa ser o pai biológico do filho de Callum, Hamish. Ele também cuidou de Jamie como filho adotivo por um tempo na adolescência. Dougal tem quatro filhas com sua esposa e um filho com Geillis Duncan.
- Geillis / Geilie Duncan: A esposa do procurador fiscal, que acredita ser uma bruxa e tem conhecimento de ervas e plantas. Geillis está grávida do filho de Dougal MacKenzie quando é presa por bruxaria, o que lhe dá uma sentença de morte. Ela mata o marido, Arthur Duncan. Por fim, Claire percebe que é uma viajante do tempo dos anos 1960.
- Murtagh Fitzgibbons Fraser: o padrinho de Jamie, que é um taciturno, quieto e corajoso, e muito leal a Jamie, a quem ele cuida como filho. No começo, ele não aceita Claire, mas muda de ideia quando vê o quanto Jamie a ama.
- Laoghaire MacKenzie: Uma jovem de dezesseis anos que se sente atraída por Jamie. Ela envia Claire para Geillis Duncan pouco antes do julgamento das bruxas, porque ela "ama" Jamie e o quer de volta.

## Recepção
A Publishers Weekly disse sobre Outlander: "Absorvente e emocionante, este primeiro romance evoca abundantemente a terra e a tradição da Escócia, acelerando tanto com personagens realistas quanto com uma heroína brutal e agradável".  Com 25 milhões de cópias vendidas, Outlander é um dos série de livros mais vendidos de todos os tempos.  O romance ganhou o Prêmio RITA de Escritores Românticos da América de Melhor Romance de 1991. 

## Adaptação
Em junho de 2013, a Starz encomendou 16 episódios de uma adaptação para televisão, e a produção começou em outubro de 2013 na Escócia.  A série estreou nos EUA em 9 de agosto de 2014, com Caitriona Balfe e Sam Heughan estrelando como Claire e Jamie. Foi escolhido para uma segunda temporada em 15 de agosto de 2014, e para uma terceira e quarta temporada em 1 de junho de 2016.  Em 9 de maio de 2018, Starz renovou a série para a quinta e sexta temporada. 